# Thalia Munro
Thalia Janina Munro (Santa Barbara, 8 marzo 1982) è un'ex pallanuotista statunitense, vincitrice di una medaglia di bronzo ai giochi olimpici di Atene 2004.